# Parafia św. Mikołaja w Rzymie
Parafia św. Mikołaja – parafia prawosławna w Rzymie. Należy do dekanatu włoskiego Arcybiskupstwa Zachodnioeuropejskich Parafii Tradycji Rosyjskiej Patriarchatu Moskiewskiego.
Pierwotnie była to parafia etnicznie rosyjska. Do 2018 r. podlegała Zachodnioeuropejskiemu Egzarchatowi Parafii Rosyjskich Patriarchatu Konstantynopolitańskiego. Obecnie, ze względu na mieszany skład narodowościowy jej członków, jej językami liturgicznymi są cerkiewnosłowiański, włoski, rumuński oraz gruziński. Obowiązuje kalendarz juliański. 
Nabożeństwa są odprawiane w jednym z pomieszczeń w katakumbach św. Pryscylli. 
Proboszczem jest ks. Alexei Baikov.